# Gamma Ray (canción)
«Gamma Ray» —en español: «Rayo gamma»— es una canción del músico estadounidense Beck, lanzada como segundo sencillo del álbum Modern Guilt el 11 de agosto de 2008. Aparentemente está inspirada en las canciones de surf rock de la década de 1960, pero con lamentos fantasmales y letras sobre el estado del mundo. El título se refiere a los rayos gamma, energía biológicamente peligrosa emitida por decaimiento radiactivo. 

## Lanzamiento y recepción
A pesar de su ritmo optimista, la letra de la canción invoca temas nihilistas o apocalípticos, incluyendo las capas de hielo que se derriten, aburrimiento, quema de casas, coronas de espinas y los desastres naturales. El sencillo alcanzó el puesto #19 en la lista estadounidense Modern Rock Tracks. Esta canción se posicionó en el puesto #6 de la lista de la Rolling Stone, "las 100 mejores canciones del 2008". El sencillo lanzado incluye un cover de la canción por el músico de garage punk estadounidense Jay Reatard, y una canción, no incluida en Moder Guilt, titulada "Bonfire Blondes" como lado B, ambas de las cuales están disponibles en iTunes. La canción está incluida como una pista jugable en el videojuego Guitar Hero 5 y fue utilizada en Tony Hawk: Ride. Tanto las cubiertas del lado A como el lado B hacen uso del diseño llamado pata de gallo.

## Video musical
La primera versión del video musical, dirigido por Jess Holzworth, cuenta con la actriz e icono de estilo Chloë Sevigny. La segunda versión incluye escenas de imágenes abstractas (la mayoría en blanco y negro). En este video, Beck está de pie entre muchas personas vestidas de blanco con cajas blancas en la cabeza. También aparecen películas de bocas y ojos y una mujer con un peinado afro.

## Lista de canciones
A
1. "Gamma Ray" (2:58)
2. "Gamma Ray" (cover de Jay Reatard) (2:59)

B
1. "Gamma Ray" (2:58)
2. "Bonfire Blondes" (2:25)